# Université Sultan Moulay Slimane
ⵜⴰⵙⴷⴰⵡⵉⵜ ⵏ ⵚⵍⵟⴰⵏ ⵎⵓⵍⴰⵢ ⵙⵍⵉⵎⴰⵏ
L’université Sultan Moulay Slimane (en berbère : ⵜⴰⵙⴷⴰⵡⵉⵜ ⵏ ⵚⵍⵟⴰⵏ ⵎⵓⵍⴰⵢ ⵙⵍⵉⵎⴰⵏ) est un établissement d'enseignement supérieur créé en 2006 à Béni Mellal (région du Béni Mellal-Khénifra), au Maroc.

## Présentation
L’université Sultan Moulay Slimane regroupe les établissements suivants :
- la faculté des lettres et des sciences humaines (créée en 1987)
- la faculté des sciences et techniques (créée en 1994)
- la faculté polydisciplinaire (2003-2004)
- l'École nationale des sciences appliquées de khribgha (2007)
- l'École nationale des sciences appliquées de beni mellal (2019-2020)
- l'École nationale de commerce et de gestion (2019-2020)
- l’Institut Supérieur des Professions Infirmières et Techniques de Santé (ISPITS)
- l'École supérieure de technologie (2012-2013).

Le campus abrite d'autre part :
- la cité universitaire Oualed Hamdane (inaugurée en 1989)
- la résidence universitaire Mghila (inaugurée en 2005).